# Afrasiyab Badalbeyli

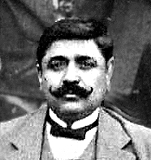
El padre de Afrasiyab Badalbeyli

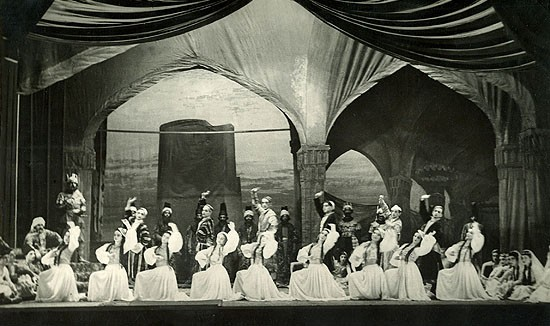
Escena del ballet de “Qız Qalası”

Afrasiyab Badalbeyli fue un compositor, crítico musical, director de orquesta y el artista del pueblo de la República Socialista Soviética de Azerbaiyán. Fue el autor de la música y del libreto del primer ballet en Azerbaiyán y en los países musulmanes.

## Vida
Afrasiyab Badalbeyli nació el 19 de abril de 1907 en Bakú. Su padre, Badal bey Badalbeyli fue un experto en mugam y profesor de música en la escuela en Bakú. Su tío, Ahmed Badalbeyli fue un destacado cantante de ópera. En 1930 él se graduó en la Universidad Estatal de Bakú y continuó su educación en la escuela de música, afiliada al Conservatorio de San Petersburgo. En 1930 Afrasiyab Badalbeyli comenzó a trabajar como el director de orquesta en el Teatro de Ópera y Ballet Académico Estatal de Azerbaiyán.
Afrasiyab Badalbeyli comenzó su carrera musical en 1928. Él compuso la música para el drama “Od Gəlini” (La novia del fuego) de Yafar Yabbarlí. En 1940 Afrasiyab Badalbeyli compuso “Qız Qalası” (Torre de la Doncella), el primer ballet de Azerbaiyán. El compositor también ecsribió los libretos para las óperas “Bahadır və Sona”, “Qaraca qız”, “Qızıl açar”, etc. Badalbeyli tradujo los libretos de las óperas de Piotr Ilich Chaikovski, Gioachino Rossini, Armen Tigranyan y Zakharia Paliashvili. 
En 1960 Afrasiyab Badalbeyli fue otorgado el título del Artista del Pueblo de la RSS de Azerbaiyán.

## Premios
- Orden de la Bandera Roja del Trabajo

- Orden de la Insignia de Honor

- Artista del Pueblo de la RSS de Azerbaiyán (1960)